# Amblyraja jenseni
Amblyraja jenseni (лат.) — вид хрящевых рыб семейства ромбовых скатов отряда скатообразных. Обитают в северо-западной, северо-восточной и северо-западной частях Атлантического океана между 67° с. ш. и 40° с. ш. Встречаются на глубине до 2548 м. Их крупные, уплощённые грудные плавники образуют диск в виде ромба со заострённым рылом. Максимальная зарегистрированная длина 112 см. Откладывают яйца. Рацион состоит из ракообразных и донных рыб. Не являются объектом промысла.

## Таксономия
Впервые вид был научно описан в 1950 году как Raja jenseni. Вид назван в честь датского зоолога Адольфа Северина Йенсена. Голотип представляет собой самку длиной 54,1 см, пойманную на материковом склоне Новой Англии (39°35′ с. ш. 71°21′ з. д.) на глубине 569 м. Паратипы: самец длиной 22,3 см, пойманный на глубине 685 м, и самка длиной 85 см пойманная в верхней части материкового склона Новой Шотландии на глубине 109 м.

## Ареал
Эти батидемерсальные скаты обитают в северной Атлантике от побережья США до вод, омывающих Ирландию. Встречаются на глубине от 167 до 2548 м (среднее значение 1213 м). В северо-западной части Атлантического океана держатся на меньшей глубине в диапазоне 167—2311 (среднее значение 846 м). Средняя глубина поимки этого вида в канадских водах составляет 1100 м, температура воды на этой глубине составляет около 3,5 °C.

## Описание
Широкие и плоские грудные плавники этих скатов образуют ромбический диск с треугольным рылом и закруглёнными краями. На вентральной стороне диска расположены 5 жаберных щелей, ноздри и рот. На тонком хвосте имеются латеральные складки. У этих скатов 2 редуцированных спинных плавника и редуцированный хвостовой плавник.
Максимальная зарегистрированная длина 112 см. Крупные шипы в передней части диска и срединный ряд шипов отсутствуют. Дорсальная сторона светло-коричневого цвета, сероватого или шоколадного оттенка, края диска темнее основного фона. Вентральная сторона серовато-коричневая, серая или чисто белая. 

## Биология
Эти скаты откладывают яйца, заключённые в роговую капсулу с выступами по углам. Эмбрионы питаются исключительно желтком. Рацион взрослых скатов состоит из ракообразных и рыб.

## Взаимодействие с человеком
Эти скаты не являются объектом целевого лова. Могут попадаться в качестве прилова при глубоководном промысле. Международный союз охраны природы присвоил виду охранный статус «Вызывающий наименьшие опасения».